# Mon amie la rose
Mon amie la rose é o terceiro álbum da cantora francesa Françoise Hardy a ser lançado na França e em outros países. Originalmente sem título, o álbum ficou conhecido pelo seu maior sucesso, a canção "Mon Amie la Rose". Sua primeira edição foi publicada na França, em 1964.

## Perspectiva do álbum
O cantor Richard Anthony, com quem Hardy havia dado seu primeiro passo na cena de Olympia e feito uma turnê em 1963, aconselhou-a se registrar com os músicos dos estúdios londrinos, como ele mesmo fazia. Isso serviu de oportunidade para a cantora de mudar a musicalidade dos seus discos. Jacques Wolfsohn, seu diretor artístico, mostrou-se oposto a essa ideia, mas acabou deixando convencer-se.

### A experiência londrina
Em fevereiro de 1964, Hardy ingressou no estúdio Pye, em Londres, para gravar quatro músicas com os arranjos musicais de Tony Hatch e Bob Leaper. O resultado foi um álbum editado na Inglaterra e na França durante o mês de março. O álbum continha um cover de uma canção padrão americana, intitulada "Catch a Falling Star". No disco, vinham também versões inglesas de sete de suas canções: "Only friends" ("Ton meilleur ami"), "I wish it were me" ("J’aurais voulu") e "Find Me a Boy" ("Tous les garçons et les filles"). Foi com a versão original dessa última, porém, que Hardy se classificou, durante sete semanas, no Top 40 inglês, no verão.

### Origem do álbum
Para as gravações seguintes, sempre realizadas nos estúdios Pye, Mickey Bakes fez a direção da orquestra, coordenando os arranjos. Em abril, lançou-se um disco com as faixas "Pourtant tu m’aimes", "Jaloux", "C’est la première fois" e "On se quitte toujours": a sobra das últimas gravações realizadas na França sob a direção de Marcel Hendrix.
No mês seguinte, outro disco é publicado, com "Et même", "Tout me ramène à toi" e "C’est le passé, Apprends-le moi".